# Игнатьев, Павел Петрович
Павел Петрович Игнатьев (род. 28 февраля 1973, Ленинград) — петербургский скульптор, реставратор, автор памятника первому архитектору Санкт-Петербурга Доменико Трезини и ряда мемориальных досок. Автор научных статей по реставрации и истории классической и современной скульптуры. 

## Биография
Родился в семье художников. Отец — живописец-монументалист Пётр Александрович Игнатьев (р. 1945), мать — художник прикладник Ирина Патвакановна Игнатьева (1949—2016). Дед со стороны отца — скульптор Александр Михайлович Игнатьев (1912—1998), бабушка — скульптор Любовь Михайловна Холина (1918—1998). Дед со стороны матери — художник-график Патвакан Петросович Григорьянц (1899—1987), брат бабушки со стороны матери — также художник-график Владимир Михайлович Судаков (1912—1996).
После окончания Средней Художественной школы имени Б. В. Иогансона, в 1991 году П. П. Игнатьев поступает в институт имени И. Е. Репина, где проходит обучение у профессора Михаила Константиновича Аникушина. Защищает дипломную работу «Памятник первому архитектору Санкт-Петербурга» Доменико Трезини.
После окончания института поступает в аспирантуру Государственного Архитектурно-Строительного Университета на кафедру «Воссоздания архитектурного наследия». В 1997—2000 гг. пишет кандидатскую диссертацию на тему «Монументальная и монументально-декоративная скульптура в архитектуре эпохи модерна в Санкт-Петербурге». Научный руководитель профессор Василий Семенович Горюнов.
В 1996 году начинает работать реставратором скульптуры музея «Летний сад и Дворец-музей Петра Первого». В 1999—2003 гг. создаёт копии скульптур «Навигация», «Архитектура» и «Слава».
С 1992 года участвовал в конкурсах на проекты памятников: Основателю города Тамбова Бобарыкину, легендарному Василию для Васильевского острова в Санкт-Петербурге, памятник 200-летию создания кортесов Кадис, Испания, памятник Александру Солженицыну, историку Николаю Карамзину в Москве и других.
С 1991 года участвует в выставках.
Скульптуры Игнатьева были представлены на выставках в Государственном Русском музее, выставочных залах Санкт-Петербурга, Гамбурга, Нью-Йорка, Локарно, Женевы, Милана, Риги. П. П. Игнатьев участвовал в создании надгробия историку Льву Николаевичу Гумилёву на Никольском кладбище Александро-Невской Лавры (автор А. М. Игнатьев (1993), мемориальной доски художнику П. Н. Филонову, автор А. М. Игнатьев) 1995, вместе с П. А. Игнатьевым и Л. М. Холиной участвовал в создании памятника Ф. М. Достоевскому (1997). В 1996 осуществил первый авторский проект — мемориальная доска писателю Евгению Шварцу на Малой Посадкой улице в Санкт-Петербурге.

## Совместная деятельность с Д. В. Прасоловым
С 2000 по 2018 год П. П. Игнатьев сотрудничал со скульптором Д. В. Прасоловым (Скульптурная мастерская Игнатьева-Прасолова, "Мастерская №7" -в настоящее время проект закрыт). В соавторстве были созданы многие монументальные произведения для Санкт-Петербурга-скульптура «Единорог» для Санкт-Петербургского университета (2003), памятник 300-летию «Адмиралтейских верфей» (2004), мемориальная доска погибшим связистам Ленинградского телефонного узла (2005), портретная статуя к 100-летию академика Д. С. Лихачёва (2006) и бюст М. М. Ковалевского (2006) для факультета Социологии СПбГУ, памятник «Менеджеру» (2008), мемориальная доска основателю кафедры ландшафтного искусства Т. Б. Дубяго (2009), Памятник погибшим героям в Ново-Девяткино (2010), мемориальная доска Галине Сергеевне Улановой (2011)на Малой Морской улице, воссоздание памятника королеве Луизе Прусской в г. Советск (Калининградская область, бывш. г. Тильзит, Восточная Пруссия)(2014)
Совместно с Д. В. Прасоловым были исполнены декоративные скульптуры для павильона на Дворцовой площади, парка дворца в Стрельне для других общественных интерьеров, ресторанов и жилых комплексов.
Произведения, созданные в соавторстве с Прасоловым, были исполнены из различных материалов: гранит, мрамор, бетон, бронза, медь, полимеры, искусственный мрамор, дерево.
Авторы активно используют цвет,  полихромию. Патинирование металлов разными химическими составами, отлив из цветных полимеров, тонирование — все эти техники находят применение в таких произведениях как «Гефсиманская чаша», «Оранжевый Лев», «Зеленая Ваза», «Анаконда». В 2011 году скульпторами совместно с Марией Лазаревой была исполнена статуя балерины «Фетиш» (материал чёрный хром). Скульптура была создана, как парафраз скульптуры «Маленькая балерина» Э. Дега.
Работа «Сруб» (материал -гранит) находится в собрании Государственного Русского музея  и постоянно экспонируется на выставках "Скульптура в камне", "Структуры".
В 2018 году  проект "Скульптурная мастерская Игнатьева-Прасолова" известный также под названием "Мастерская №7" окончательно закрыт. 

## Реставрационные работы
Игнатьев осуществил реставрацию 60 метрового фриза П. К. Клодта «Служение лошади человеку» на фасаде Служебного корпуса Мраморного дворца, статуй скульптора В. Ф. Разумовского с дома архитектора Белогруда, бюстов ограды дворца-усадьбы князей Бобринских, часовни-усыпальницы певицы Анастасии Вяльцевой на Никольском кладбище Александро-Невской Лавры.
В 2009 году Игнатьев воссоздал три совы для фасадов Дома городских учреждений (автор — архитектор А. Л. Лишневский) на Садовой улице. В 2010 году произвёл реставрацию фигур четырёх мальчиков, изображающих времена года на доме Эйлерса, по улице Рентгена, дом 4, воссоздал большие бронзовые паникадила для Исаакиевского собора.
В 2011 году произвели реставрацию четырёх статуй XVII века из пудожского камня на фасаде Дворца-усадьбы Бобринских, Галерная улица, 58—60, реставрацию скульптур Дома Кирилловых, Большая Пушкарская улица, д. 3 и Дома генерала Баранова, улица Егорова, д. 18.
В 2012 году воссоздали скульптуру орла на Доме Путиловой, Большой проспект П. С., д. 44, провели работы по реставрации статуй «Геракл» и «Флора» на фасаде здания Академии Художеств, восстановили 10 фигур путти на доме генерала Баранова.
В 2013 году — реставрация четырёх фигур античных героев Ахилла, Аякса, Александра Македонского и Пирра на здании Главного Адмиралтейства в Санкт-Петербурге.
В 2015-2016 участвовал в создании копий скульптурных групп "Похищение Прозерпины" и "Геракл и Антей" в натуральном камне. Копии установлены у фасада Горного института в Санкт-Петербурге.
В 2018 участвовал в реставрации скульптур Ростральных колонн Стрелки Васильевского острова.
Всего Игнатьев участвовал в реставрации более 30 монументальных объектов-среди них Государственный Русский музей, Государственный Эрмитаж, Государственный музей-заповедник "Гатчина", Государственный музей-заповедник "Царское Село". 
В 2018 году Игнатьеву была присуждена первая квалификационная категория "реставратор скульптур из натурального камня"

## Участие в выставках. Перформансы. Инсталляции.
Павел Игнатьев участвует в выставках с 1991 года. 
Основные выставки и авторские проекты последнего времени:
2019 «Цементная оперетта» медиа-инсталляция в форте Константин, фестиваль современного искусства «Впередсмотрящий», Кронштадт, Россия
2019 «Macrostudies. Макростории» Инсталляция на Арт-Марафоне «Страсть к Пьеро делла Франческа», Государственный Эрмитаж, Санкт-Петербург, Россия
2018 "Гелиополис", Перформанс. Фестиваль "ProToArt. Импровизация. Все аспекты современного искусства", Центральный выставочный зал Манеж, Санкт-Петербург, Россия
2017 «Колосс Родосский», Перформанс Фестиваль «ProToArt. Импровизация. Все аспекты современного искусства», ЦВЗ «Манеж», Санкт-Петербург, Россия
2017 "Интервенция", Персональная выставка в музее Эрарта, Санкт-Петербург, Россия
2017 «Кифер-Хлебников-Дюрер», перформанс на Арт-Марафоне «Кифер и Хлебников», Государственный Эрмитаж, Санкт-Петербург, Россия
2016 "Axis Mundi", инсталляция. Арт Центр Солнцево, Москва
2016 «Почему Стасов», перформанс. Государственный Эрмитаж, Санкт-Петербург, Россия
2015 «Доктор Живаго», перформанс. Милан Всемирная выставка EXPO, павильон Corriere Della Sera, Италия
2014 "Парики", Леонардо да Винчи центр Ривеллино, Локарно, Швейцария
Избранные групповые выставки:
2019 «Климат и люди» видеоинсталляция «Кассандра. Никто не слишком мал, чтобы что-то изменить». Музей почвоведения имени Докучаева, С.Петербург, Россия
2019 "CylandFest 12.ID" Международный фестиваль медиаискусства, Центр Перемещений во времени KOD, С.Петербург, Россия
2019 "Waterfront-2", порт Севкабель, С.Петербург, Россия
2019 "Оставь след" Международный фестиваль керамики, Петропавловская крепость, Музей архитектурной керамики, С. Петербург, Россия
2019 «Перевал - Epic fail », Арт-пространство Д. К. Громов,С. Петербург, Россия  
2018 «О, Зин! Ты - Мир», Библиотека книжной графики,С. Петербург, Россия 
2018 "Карл Маркс навсегда" Государственный Русский музей, С.Петербург, Россия
2018 «Слепки», Научно-исследовательский музей Академии художеств NCCA +, С.Петербург, Россия
2018 "100-летие сексуальной революции", галерея "Navicular Arts", С. Петербург, Россия
2018 «Прикосновение», Манеж (Москва) и Центральный Выставочный Зал Манеж (С.Петербург), Центральный Выставочный Зал Манеж, Санкт-Петербург, Россия
2018 «Карл Маркс 200 лет», Галерея «Свиное рыло», С.Петербург, Россия
2017 "100 лет русской революции" Женева, Швейцария
2017 «Дом художника», Музей искусства Санкт-Петербурга (20–21 века), С.Петербург, Россия
2017 "Белые ночи Санкт-Петербурга", Рига, Латвия
2017 "Waterfront", порт Севкабель, С.Петербург, Россия
2017 «Некромантизм», Галерея «Свиное рыло», С.Петербург, Россия
2017 "Демократия", галерея «Люда», С.Петербург, Россия
2017 «Структуры», Государственный Русский Музей, С.Петербург, Россия
2015 "Скульптура в камне" Русский музей, С.Петербург
2015 "Zoo Art" Музей городской скульптуры, С.Петербург, Россия
2014 "Счвстливое детство", Центр искусств и наук России, Мадрид, Испания.
2012 "На Поле Он". Галерея Лазарева, Санкт-Петербург, Россия
2010 "Цветы искусства". Литературно-мемориальный музей Анны Ахматовой, Санкт-Петербург, Россия
2006 "Коллаж в России" Государственный Русский Музей, С.Петербург, Россия
2002 "Сад скульптуры и отдыха". Литературно-мемориальный музей Анны Ахматовой, С.Петербург, Россия
2001 "Next File Next" Гамбург, Германия
2001 "Русская Абстракция". Государственный Русский Музей, С.Петербург, Россия
2000 "Русская деревянная скульптура". Государственный Русский Музей, С.Петербург, Россия

## Монументальные работы
Эскиз будущего памятника архитектору Доменико Трезини был выполнен в 1993 году. В 1998 эскиз, отлитый в бронзе был преподнесен Правительством Санкт-Петербурга президенту Швейцарии Флавио Котти во время его официального визита в Россию.
Спустя 20 лет, в 2013 году памятник Доменико Трезини был установлен на площади Трезини в Санкт-Петербурге. 19 февраля 2014 года  состоялось  торжественное  открытие монумента. Высота памятника с пьедесталом 5,5 метров. 
В 2018 году в городе Альметьвске, Республика Татарстан была установлен скульптурный объект "В волшебный лес" ( включающий изображения поэта Тукая и мифологическое существо Шурале)  